# Фолмар I фон Фробург
Фолмар I фон Фробург (на немски: Volmar I von Froburg; * пр. 1050; † сл. 1078) е граф на Фробург в Золотурн, Швейцария и ландграф в Бухсгау от рода Фробург.

## Произход
Той е син на Адалберт I фон Фробург († 1027), граф в Брайзгау.

## Брак и потомство
Фолмар I фон Фробург се жени за графиня София фон Бар-Пфирт, дъщеря на граф Лудвиг II фон Мусон (* ок. 1015 † 1073/1076) и съпругата му принцеса София фон Бар (* 1018 † 21 януари 1093). Те имат двама сина:
- Херман I фон Фробург (* пр. 1090[3] † 1145,[4] сл. 1125[2] или сл. 1169[5]), граф на Фробург. Според Charles Fawles той е с неизвестни родители и няма документ за връзката му със следващите графове на Фробург[5]
- Адалберо I фон Фробург (* 1090[6] † сл. 1146[6] или пр. 1152[3]), граф на Фробург, женен за графиня София фон Ленцбург (* 1119 Ленцбург † 1173 Фробург), дъщеря на граф Рудолф фон Ленцбург († 1133). Имат двама или трима сина и една дъщеря:
  - Лудвиг II фон Фробург († сл. 1179 или † ок. 28 октомври 1175/1177[5]), нар. Гареварт, епископ на Базел (1164 – март 1179)
  - Фолмар II фон Фробург (* пр. 1143[7] † сл. 28 октомври 1175[3][6]), граф на Фробург
  - София фон Фробург, омъжена за Маркварт фон Ротенбург[3]
  - вероятно Конрад фон Фробург († сл. 20 ноември 1192), каноник на Вюрцбург и провост на Сен Мариен в Майнц.[3]